# 存款
存款是指一筆放在銀行或認可金融機構的金額，而銀行通常會以存款的數量派發協議定下的利息。存款是客戶投資資產的一種，在銀行方面是負債表其中一項。

## 種類
存款可分為三大類：
- 往來存款：通常是配合支票使用，通常沒有利息，部份有透支安排
- 活期存款：可以隨時存入及提取，利息較低
- 定期存款：必須存入指定時間，期間不得提取，利息較高。一般年期越長，利息會高些。

## 相關
- 利息计算
- 零存整付
- 外幣存款
- 離岸存款
- 債券
- 经济增长
- 自動櫃員機
- 外汇
- 个人理财
- 金錢的時間價值
- 日本邮政民营化
- 存款保險
- 貨幣供應量